# Maria Damian
Maria Damian (Trento, 7 luglio 1887 – Laives, 1953) è stata un'insegnante e antifascista italiana.

## Biografia

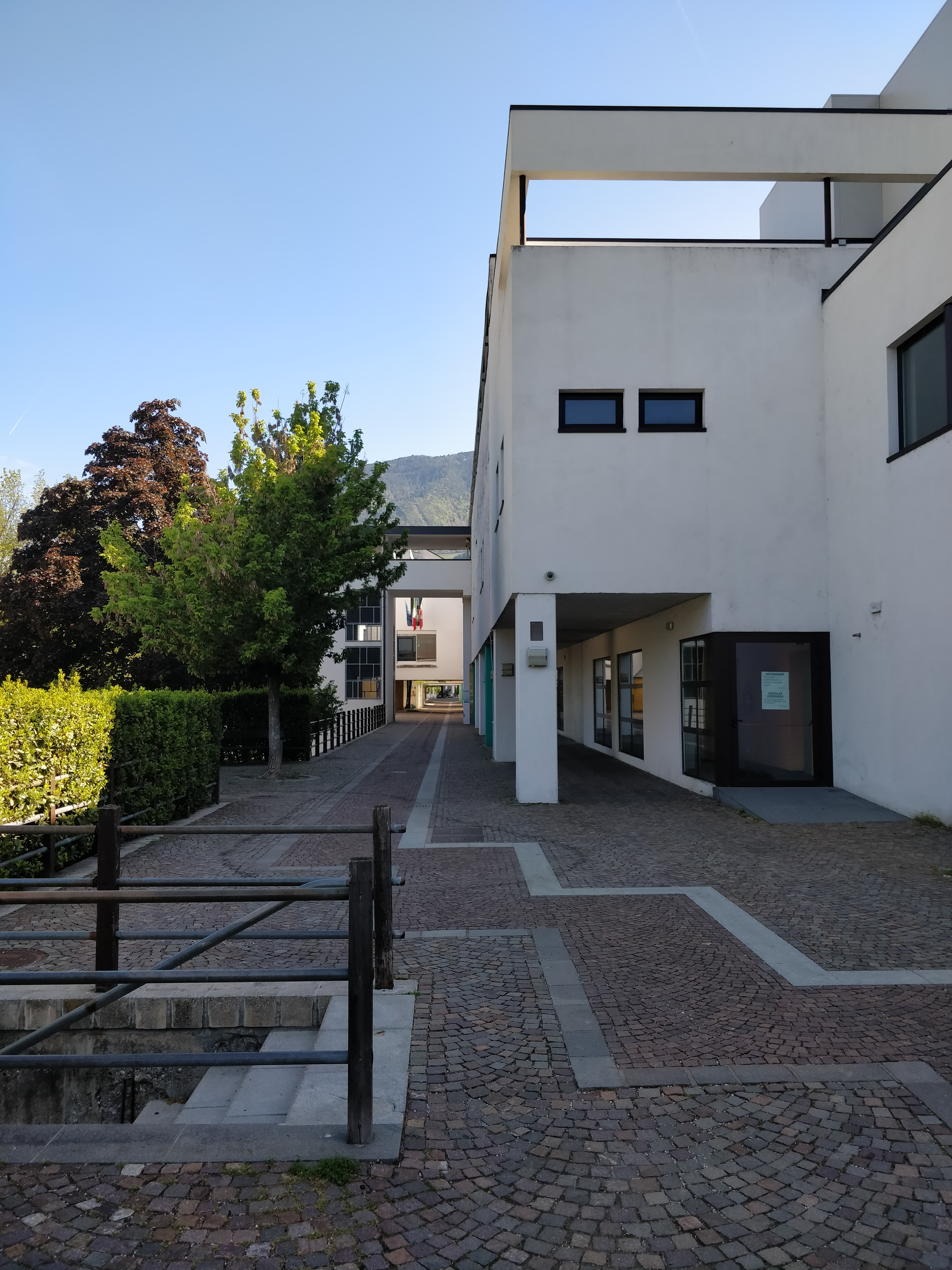
Il passaggio scolastico di Laives, dal 2014 dedicato a Maria Damian

Nacque a Trento, nell'allora Impero austro-ungarico, dal direttore del locale ginnasio umanistico Giuseppe Damian e da Maria Hirn. Dopo il diploma, conseguito nell'istituto diretto dal padre, cominciò ad insegnare. Nel 1908 la Damian si trasferì a Laives, dove insegnò nella locale scuola elementare.
Dopo l'annessione dell'Alto Adige all'Italia e l'avvento del fascismo, fu tra le animatrici delle Katakombenschulen, e materialmente contribuì all'organizzazione ed all'insegnamento nelle scuole clandestine di Laives. Collaboratrice del canonico Michael Gamper, divenne curatrice della rivista per ragazzi Der kleine Postillon, fondata da Gamper nel 1924 per contrastare l'italianizzazione forzata delle scuole.
Dopo un solo numero la rivista fu sospesa dalle autorità, e poté tornare alla pubblicazione solo dopo sei mesi. La Damian fu segnalata, e dapprima trasferita in un asilo di Caldaro, e quindi condannata ad un lungo confino sull'Appennino tosco-romagnolo. Al termine della Seconda guerra mondiale scelse di fare ritorno alla scuola elementare di Laives, dove morì nel 1953, pochi giorni prima di andare in pensione.
Nel 2014 la città di Laives le ha dedicato il passaggio scolastico.